# Смешанная парная сборная Италии по кёрлингу на колясках
Смешанная парная сборная Италии по кёрлингу на колясках — смешанная национальная сборная команда (составленная из одного мужчины и одной женщины), представляет Италию на международных соревнованиях по кёрлингу на коляскаху. Управляющей организацией выступает Федерация ледовых видов спорта Италии (итал. Federazione Italiana Sport del Ghiaccio, англ. Italian Ice-Sports Federation).

## Результаты выступлений

### Чемпионаты мира
| Год  | Место | Игры | Победы | Поражения | Состав (женщина, мужчина, тренер)                         |
| ---- | ----- | ---- | ------ | --------- | --------------------------------------------------------- |
| 2022 | 4     | 11   | 5      | 6         | Ориетта Берто, Паоло Иориатти, тренер: Roberto Maino      |
| 2023 | 12    | 8    | 3      | 5         | Giuliana Turra, Emanuele Spelorzi, тренер: Flavio Perucca |
| 2024 | 3     | 9    | 6      | 3         | Ориетта Берто, Паоло Иориатти, тренер: Roberto Maino      |
| 2025 | 16    | 6    | 2      | 4         | Ориетта Берто, Паоло Иориатти, тренер: Roberto Maino      |

(данные отсюда:)